# DAZAP2
DAZAP2 (англ. DAZ associated protein 2) – білок, який кодується однойменним геном, розташованим у людей на короткому плечі 12-ї хромосоми. Довжина поліпептидного ланцюга білка становить 168 амінокислот, а молекулярна маса — 17 319.
| 10         |  | 20         |  | 30         |  | 40         |  | 50         |
| ---------- |  | ---------- |  | ---------- |  | ---------- |  | ---------- |
| MNSKGQYPTQ |  | PTYPVQPPGN |  | PVYPQTLHLP |  | QAPPYTDAPP |  | AYSELYRPSF |
| VHPGAATVPT |  | MSAAFPGASL |  | YLPMAQSVAV |  | GPLGSTIPMA |  | YYPVGPIYPP |
| GSTVLVEGGY |  | DAGARFGAGA |  | TAGNIPPPPP |  | GCPPNAAQLA |  | VMQGANVLVT |
| QRKGNFFMGG |  | SDGGYTIW   |  |            |  |            |  |            |

A: Аланін

C: Цистеїн

D: Аспарагінова кислота

E: Глутамінова кислота

F: Фенілаланін

G: Гліцин

H: Гістидин

I: Ізолейцин

K: Лізин

L: Лейцин

M: Метіонін

N: Аспарагін

P: Пролін

Q: Глутамін

R: Аргінін

S: Серин

T: Треонін

V: Валін

W: Триптофан

Задіяний у такому біологічному процесі, як альтернативний сплайсинг. 
Локалізований у цитоплазмі, ядрі.